# Rhinoclama raoulensis
Rhinoclama raoulensis är en musselart som först beskrevs av Powell 1958.  Rhinoclama raoulensis ingår i släktet Rhinoclama och familjen Cuspidariidae. Inga underarter finns listade i Catalogue of Life.